# ƛ
ƛ är den grekiska bokstaven λ (lambda)  med ett streck igenom. ƛ används i det amerikanska fonetiska alfabetet där den representerar ljudet [t͡ɬ]. Det finns ingen versalform av ƛ eftersom den endast används i fonetisk skrift.